# Thebit (cráter)

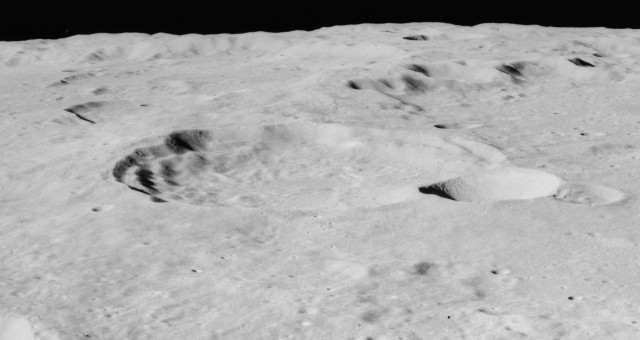
Fotografía de la misión Apolo 16

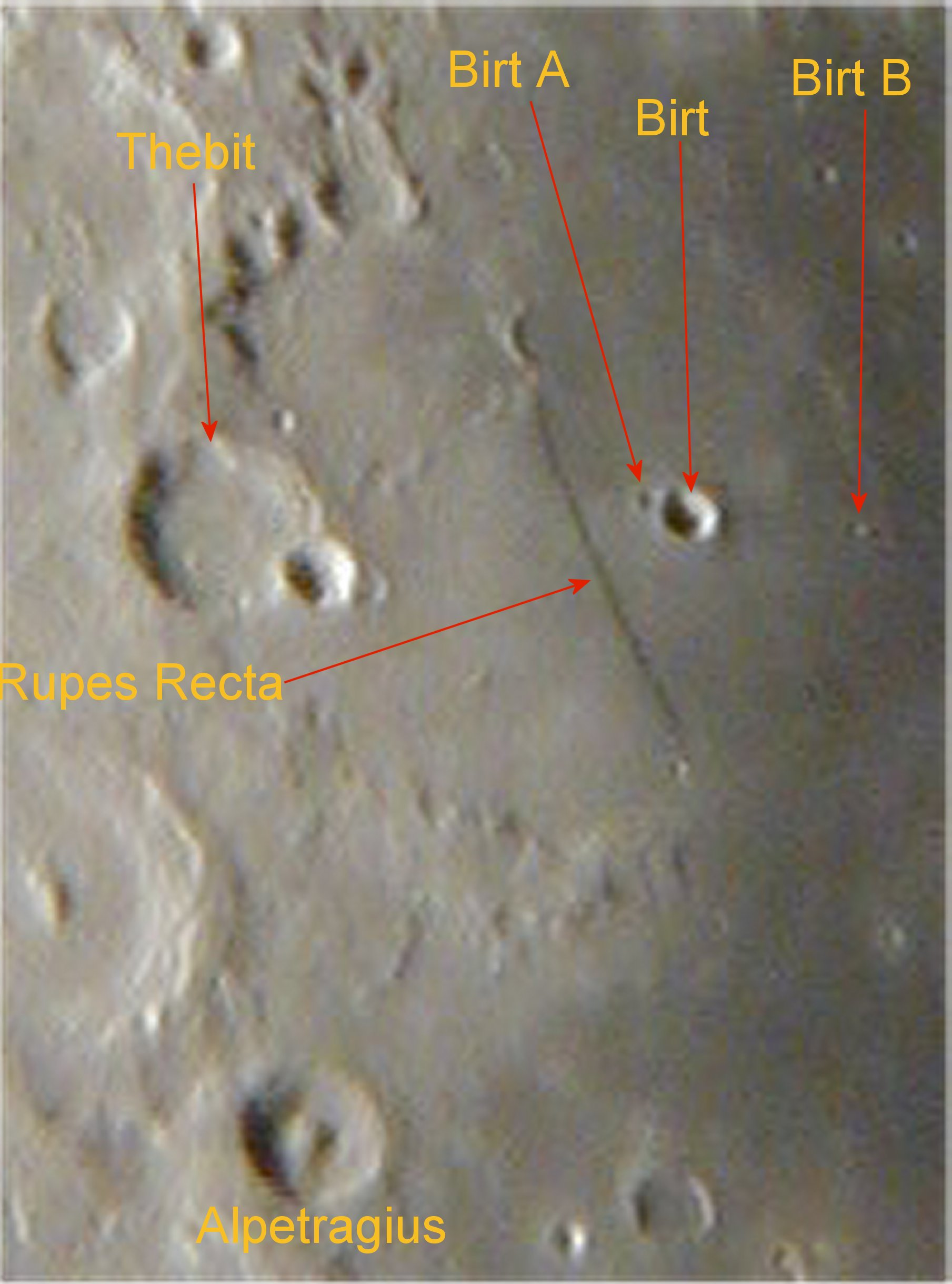
Cráteres cercanos a Thebit

Thebit es un cráter de impacto lunar localizado en la costa sureste del Mare Nubium. Al norte-noroeste se encuentra el cráter Arzachel, con Purbach situado al sur-suroeste. Al sudoeste se encuentran los restos inundados de lava de Thebit P, que en realidad es más grande en diámetro que el propio Thebit.
El borde de Thebit es generalmente de contorno circular, con una brecha doble en la pared del sudoeste. Un prominente cráter en forma de cuenco, Thebit A, atraviesa el borde oeste-noroeste. A su vez, el borde de Thebit A es atravesado por el cráter aún menor Thebit L. Los tres cráteres forman una composición muy reconocible, lo que hace que Thebit sea relativamente fácil de identificar. El suelo de Thebit es áspero y no tiene pico central. El borde muestra sectores aterrazados, y presenta rampas montañosas hacia el exterior.
Justo al oeste de Thebit se localiza una cordillera de 110 kilómetros de largo, denominada Rupes Recta, que se eleva 240 metros sobre la superficie lunar. Este elemento lineal del relieve lunar se extiende de norte-noroeste a sur-sureste a través del Mare Nubium. También al oeste de la cresta se halla el cráter Birt.

## Cráteres satélite
Por convención estos elementos son identificados en los mapas lunares poniendo la letra en el lado del punto medio del cráter que está más cercano a Thebit.
|        | \| Thebit \| Coordenadas \| Diámetro \| \| ------ \| ---------------------------- \| -------- \| \| A \| 21°30′S 4°54′O / -21.5, -4.9 \| 20 km \| \| B \| 22°18′S 6°12′O / -22.3, -6.2 \| 4 km \| \| C \| 21°12′S 4°06′O / -21.2, -4.1 \| 6 km \| \| D \| 19°48′S 8°18′O / -19.8, -8.3 \| 5 km \| \| E \| 23°06′S 4°36′O / -23.1, -4.6 \| 7 km \| \| F \| 23°00′S 5°18′O / -23.0, -5.3 \| 4 km \| \| J \| 22°30′S 5°30′O / -22.5, -5.5 \| 10 km \| \| K \| 23°06′S 3°42′O / -23.1, -3.7 \| 5 km \| \| L \| 21°30′S 5°24′O / -21.5, -5.4 \| 12 km \| \| P \| 24°00′S 5°42′O / -24.0, -5.7 \| 78 km \| \| Q \| 20°06′S 4°12′O / -20.1, -4.2 \| 16 km \| \| R \| 20°12′S 4°48′O / -20.2, -4.8 \| 9 km \| \| S \| 24°48′S 7°12′O / -24.8, -7.2 \| 16 km \| \| T \| 20°42′S 6°00′O / -20.7, -6.0 \| 3 km \| \| U \| 20°18′S 5°48′O / -20.3, -5.8 \| 4 km \| |          |
| Thebit | Coordenadas | Diámetro |
| A      | 21°30′S 4°54′O / -21.5, -4.9 | 20 km    |
| B      | 22°18′S 6°12′O / -22.3, -6.2 | 4 km     |
| C      | 21°12′S 4°06′O / -21.2, -4.1 | 6 km     |
| D      | 19°48′S 8°18′O / -19.8, -8.3 | 5 km     |
| E      | 23°06′S 4°36′O / -23.1, -4.6 | 7 km     |
| F      | 23°00′S 5°18′O / -23.0, -5.3 | 4 km     |
| J      | 22°30′S 5°30′O / -22.5, -5.5 | 10 km    |
| K      | 23°06′S 3°42′O / -23.1, -3.7 | 5 km     |
| L      | 21°30′S 5°24′O / -21.5, -5.4 | 12 km    |
| P      | 24°00′S 5°42′O / -24.0, -5.7 | 78 km    |
| Q      | 20°06′S 4°12′O / -20.1, -4.2 | 16 km    |
| R      | 20°12′S 4°48′O / -20.2, -4.8 | 9 km     |
| S      | 24°48′S 7°12′O / -24.8, -7.2 | 16 km    |
| T      | 20°42′S 6°00′O / -20.7, -6.0 | 3 km     |
| U      | 20°18′S 5°48′O / -20.3, -5.8 | 4 km     |

## Referencias

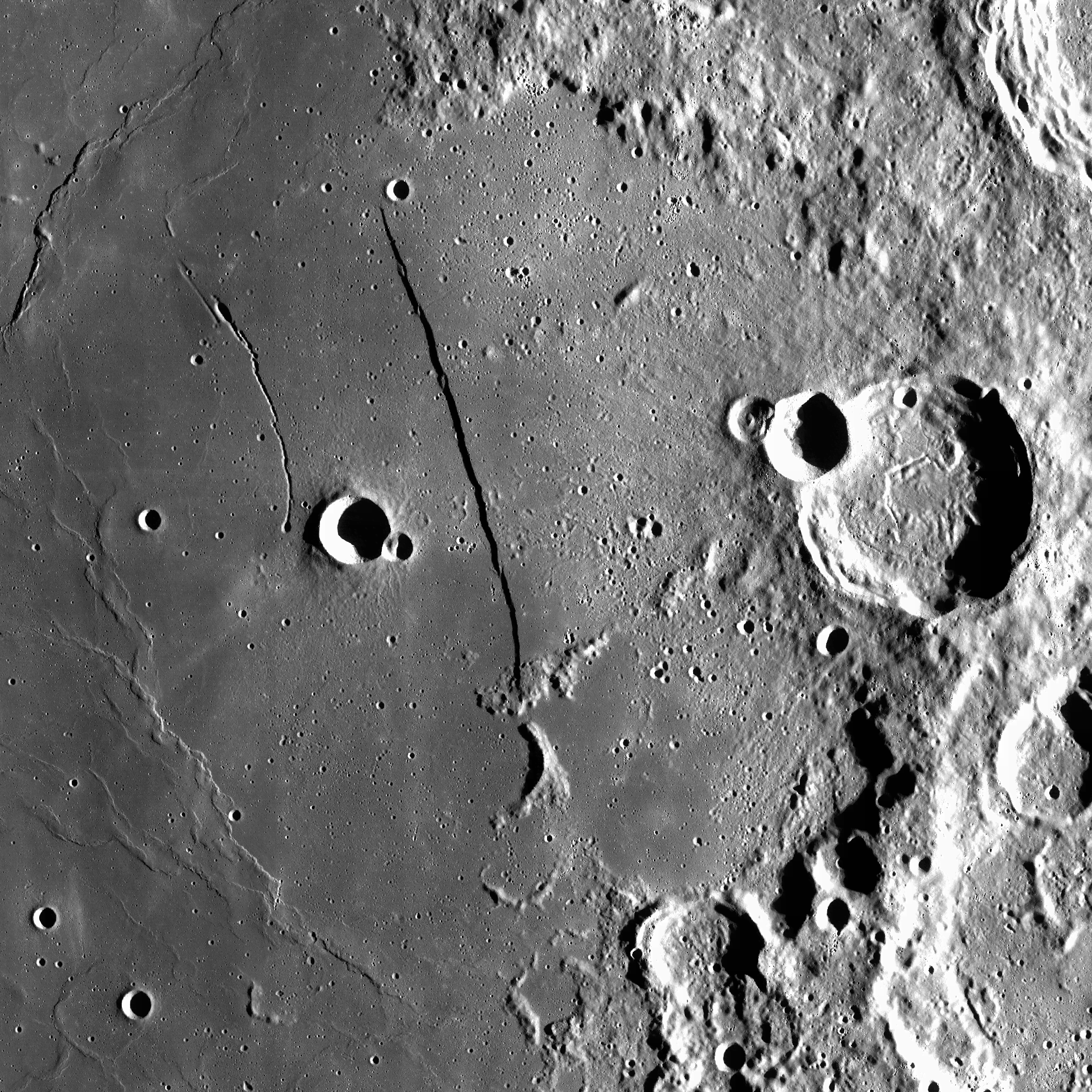
Entorno de Thebit (situado a la derecha), con Rupes Recta en el centro. Fotografía de la misión Lunar Reconnaissance Orbiter